# 八戸市営バス
八戸市営バス（はちのへしえいバス）は、青森県八戸市の八戸市交通部が運営している公営バス。

## 営業所
- 旭ヶ丘営業所に交通部庁舎が併設されている。
- 戦後の再発足時には、戦前から車庫が置かれていた新荒町に営業所が設置され、次いで1952年に新荒町営業所近隣に整備工場、1959年に鮫町に車庫が開設された。1959年に新荒町近隣に大杉平営業所が開設され、1963年に整備工場が大杉平営業所内に移転、検車制度が導入された。1964年に旭ヶ丘団地内に旧旭ヶ丘営業所が開設され、新荒町、大杉平、旭ヶ丘の3営業所体制となった。1972年に国道45号の新線である八戸バイパスが開通すると、旭ヶ丘営業所がその沿線にある現在の場所に移転し、整備工場が旧旭ヶ丘営業所の跡地に移転した。同時期に新荒町営業所と鮫車庫が廃止された。2012年に大杉平の営業所機能が廃止されてバスセンターとなり、旭ヶ丘のみの1営業所体制となって現在に至っている[3]。

## 沿革
- 1932年10月1日 - 八戸市営バス営業を開始。新荒町-鮫町、八戸駅（現：本八戸駅）-鮫町間を運行。車庫を新荒町に設置[4][5][6]。
- 1933年 - 特定貨物自動車運送事業開始。
- 1935年 - 新井田まで路線免許認可。種差まで夏季遊覧バスを運行。
- 1938年 - 木炭バス（代用燃料車）を運用。
- 1943年9月1日 - 戦時統制による政府の方針に基づき、同年8月29日の市議会可決を以って、市営バス事業を五戸鉄道（後の南部鉄道、南部バスを経て、現:岩手県北自動車南部支社）に統合[7]。
- 1948年7月 - 五戸鉄道から市内路線の営業権と車両を譲り受け、市営バス事業再発足[7] 。
- 1949年 - 特定貨物運送事業再開。
- 1950年 - 
  - ツインバスを運用。
  - 一般貸切旅客自動車運送事業開始。
  - 八戸市交通部新荒町事務所を新築[4]。
- 1952年
  - 糠塚字下屋敷に整備工場を設置。
  - （新設）階上線[注釈 1]
- 1953年 - 公営企業として発足。
- 1954年 - 貸切車に現在のボディーカラーを採用。以後、新規導入の路線車にも採用される。なお、1980年代以降、貸切車には別のカラー（白を基調として赤、青、水色のラインが入る）が採用される。
- 1957年 - 鮫車庫を開設（現在の上鮫停留所付近）。
- 1958年 - （新設）新工場街線・類家線（千葉高校通～東高校前～中類家～帽子屋敷～一中前区間）
- 1959年4月 - （新設）下長線[注釈 2][4]
- 1959年9月 - （新設）光星高校線[4]
- 1959年12月 - 大杉平営業所（現：大杉平バスセンター）開設[4]。
- 1960年
  - （新設）尻内線（後の八戸駅線、西売市・内舟渡経由）[注釈 3]・是川線（循環）[注釈 4]
  - トップドアワンロマ車による学童定期バス（バンビカー）の運転開始
- 1961年 - （新設）長者中学校線・山手線
- 1962年 - （新設）石手洗線[注釈 5]・労災病院線
- 1963年
  - 整備工場を大杉平営業所内に移転。
  - （新設）旭ヶ丘団地線
- 1963年4月 - 機構改革により交通部営業課に新荒町・大杉平・旭ヶ丘の3営業所を新設[4]。
- 1964年 - 旧旭ヶ丘営業所の営業開始（旭ヶ丘団地内）。
- 1965年 - （新設）北高校線
- 1966年 - （新設）桜ヶ丘線・美保野線・市川団地線・野場線
- 1967年
  - 運賃後払い方式を採用
  - （新設）多賀台団地線・東霊園線・町畑線
- 1968年 - 
  - ワンマンバスを運行開始。
  - 特定貨物運送事業廃止
  - （新設）白銀循環線（大杉平営業所～小中野～上柳町～白銀陸橋～白銀～陸奥湊駅前～南横町～大杉平営業所）
- 1969年 - （新設）種差循環線（大杉平営業所(設置当初は大杉平車庫前)～吹揚～新井田～野場～高森～種差～大須賀～上鮫～白銀～陸奥湊駅前～南横町～大杉平営業所）
- 1970年 - （新設）白銀台団地線（三日町／旭ヶ丘団地～白銀台団地）[注釈 6]・大橋循環線
- 1971年 - （廃止）長根線（新坂平～長根～グランド前～市庁前）・蕪島線（浜町～海上保安部前～蕪島）・野場線
- 1972年 - 
  - 路線車の新規購入車両をいすゞBU04に統一（以後、中型路線車は2003年まで、大型路線車は2018年までいすゞ車に統一された）
  - 行先番号を全路線に採用
  - （新設）柳橋線
- 1972年5月 - （新設）卸センター線（西売市・内舟渡経由）[4]
- 1972年7月 - （新設）工業大学線[4]
- 1972年9月 -  旭ヶ丘線の国道45号（八戸バイパス）経由運行を開始[4]。
- 1972年11月 - 国道45号線沿いに旭ヶ丘営業所を移転、新荒町営業所を廃止、整備工場の機能を大杉平から旧旭ヶ丘営業所に移転する[3]。同時に交通部も新荒町から旭ヶ丘に移転[8]。
- 197x年 - 青森県道29号八戸環状線・岩淵道（現：岩淵通）～光星高校前～四本松間開通、同時に、電波高校前（現：工大一高前）～永楽町前～湊中学校前～光星高校前の経路を廃止。[要検証 – ノート]
- 1974年 - 
  - 福祉乗車証の発行を開始。
  - 地方公営交通事業の健全化の促進に関する法律の適用を受け再建団体となる[3]。
- 1975年 - 
  - 全車に自動両替機取付け。
  - 是川団地バスプール完成。
- 197x年[要検証 – ノート]
  - （区間廃止）新井田地区・青森県道139号差波新井田線上の寺沢・重地間分岐（旧：西平）～松山～旭ヶ丘西口間[要検証 – ノート]
- 1977年12月　-　
  - （新設）河原木団地線[注釈 7][9]
- 1979年 - 八戸駅線（旧尻内線）及び卸センター線の一部便を根城大橋経由で運行する。以後、根城大橋経由便が増え、2005年に西売市経由は移管・廃止される。
- 1980年 - 初めて中型バスを導入。（いすゞ・CCM370、2003年まで中型路線車もいすゞ車のみ導入）
- 1981年 - 
  - バス運行総合管理システムを運用開始。
  - 岬台団地バスプール完成、白銀台団地線を延伸し岬台団地線に再編。
- 198x年[要検証 – ノート]
  - （廃止）沢向・新堀・湊駅前・第二魚市場方面系統[要検証 – ノート]
  - （再編・区間廃止）平庭線と美保野線を分離し、美保野線を国道45号経由に経路変更する（変更前は吹上～中心街～館花下～柳橋～白銀小学校前～坂の脇～平庭～金吹沢口経由）。平庭線の一部便を延伸し金吹沢発着とする。また、平庭線の運行経路のうち、白銀小学校前～坂の脇（かつては白銀住宅前）～北高校東口（現：大久保通）を廃止し、労災病院前経由に変更。[要検証 – ノート]
  - （新設）南高校（現：高等支援学校）線（岬台団地北口・小長根経由）、是川団地線（上二ッ家・笹子経由循環）
- 1982年 - 新規購入車（いすゞ・CLM470）に大型・縦書きの側面方向幕を採用する。以後の導入車両でも踏襲される。
- 1982年9月 - 交通部本庁舎と旭ヶ丘営業所の改良工事を実施[4]。
- 1983年7月 - （新設）江陽線（大杉平営業所（現：大杉平バスセンター）～中心街～本八戸駅～工業高校前～舟見町）[4]
- 1983年11月1日 - 
  - 光星高校前経由南高校（現：高等支援学校）線の一部を旭ヶ丘団地発着とする。
  - フェリー埠頭線の運行経路を変更（大杉平営業所～中心街～本八戸駅～八太郎～根岸小学校前～（八太郎トンネル）～フェリー埠頭
  - （廃止）市川団地線（尻引～向谷地～多賀小学校前～浜市川間）
  - （区間廃止）階上線（(階上駅前～) 榊山～金比羅神社前～魚市場前～階上灯台前間／(道仏～) 榊～階上診療所前～ (階上駅前)間／(金浜口～) 下金浜～ (大蛇)間）、種差・階上線（小舟渡～大須賀～妻ノ神間、全便が砂森～八森～西小沢経由になる）。
- 1984年 - 
  - 初めて路線車に冷房車を導入（いすゞ・P-LV314K）。
  - 美保野線のワンマン化により、ワンマン化率100%。[4]
- 1987年9月 - 高専線の八幡方面系統を一日市口（旧:一日市停留所）から一日市（移設）へ路線延長し、一日市発着場所の回転地を変更[4]。
- 1987年11月 - 八戸駅線の一部を西高校まで延長し、西高校前の取り扱いを開始[4]。
- 1988年 - 大型短尺車（いすゞ・キュービックLT）を導入。1972年の車種統一以前は、このサイズの車両が導入されていた。
- 1989年
  - 陸奥湊駅前経由で運転していた白銀まわり鮫線の一部を湊トンネル経由で運行。以後、湊トンネル経由の便が増加し、2005年に陸奥湊駅前経由は廃止される。
  - （廃止）柳橋線・白銀陸橋発着便（大杉平営業所（現：大杉平バスセンター）～市民病院通（現：鍛冶町）～柳橋～労災病院通～白銀陸橋）。鮫・南高校発着へと転換される[10]。
- 1990年 - 一日乗車券を発売開始
- 1990年7月 - （新設）八戸ニュータウン線[4]
- 1990年11月1日
  - ラピアバスセンター開設、江陽一丁目停留所をラピアに、江陽二丁目停留所をラピアバスセンターにそれぞれ名称変更。
  - （廃止）江陽線（中居林経由是川団地線の一部便をラピアバスセンター・舟見町まで延長し統合）
  - （新設）大杉平・ラピア線、旭ヶ丘線（四本松・市民センター前経由、ラピア発着）
- 1991年 - 7月～12月、いすゞBU04・3両によるペインティング・バスを運行。1991年7～12月の間に運行されていたペインティング・バス（既に除籍）

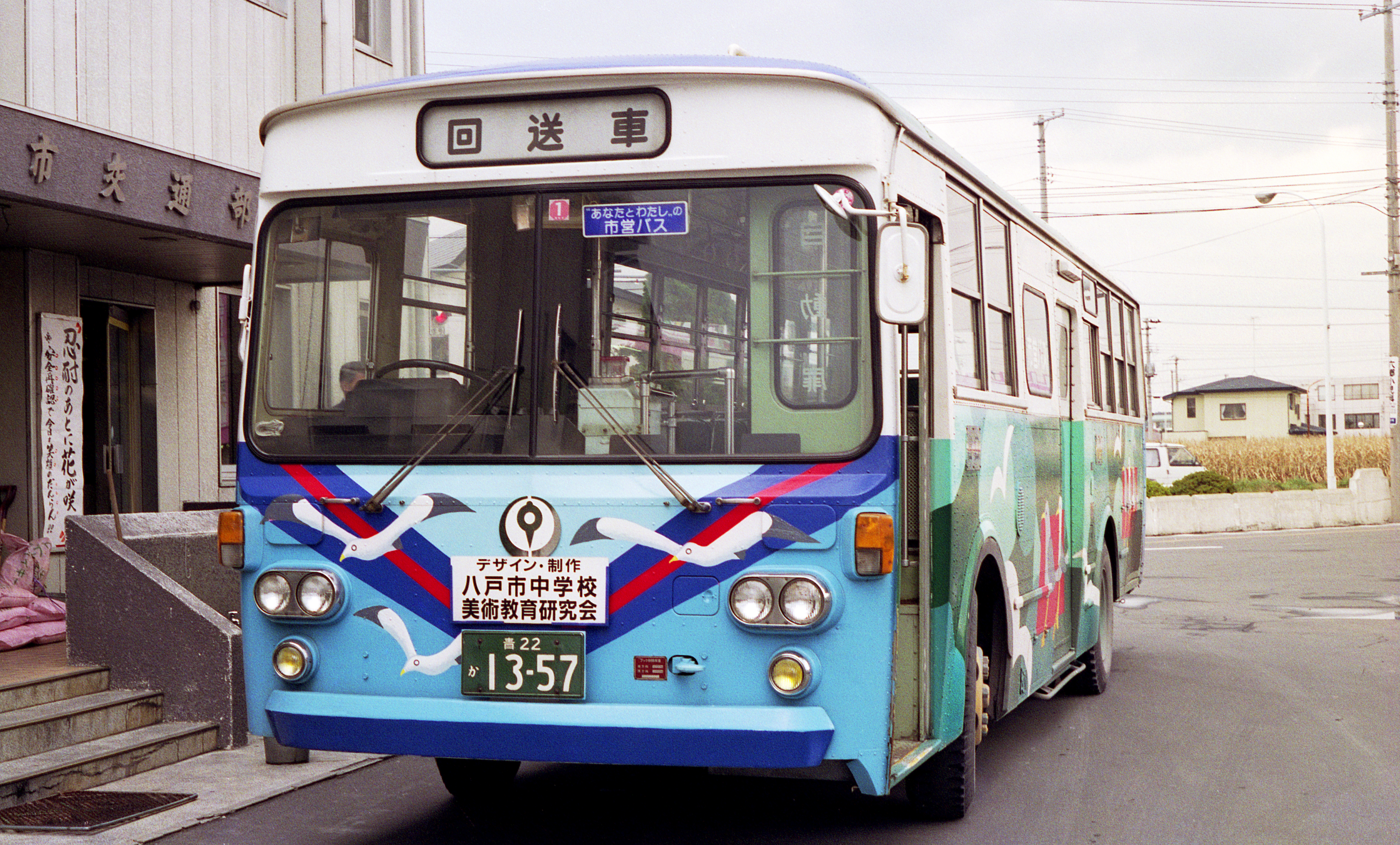
1991年7～12月の間に運行されていたペインティング・バス（既に除籍）

- 1993年 - 白銀・湊トンネル経由の鮫線の一部が、みなと楽市（ウォッサン）に乗り入れ。
- 1995年 - お買い物回数券を発売開始。
- 1996年3月18日 - 
  - （廃止）新荒町行き（北高校通～上柳町～小中野～中心街～新荒町）
- 1996年 - 低床バス（大型ワンステップバス）を導入（いすゞ・KC-LV380L改）
- 1997年3月1日 - 
  - 柳橋線の一部便の急行運転を廃止し[注釈 8]、全便が全ての停留所で乗降扱いをするようになる。
  - 平庭線を系統分割し、全便が中心街発着となる[注釈 9]
  - 大橋循環線（青少年ホーム前経由）と新工場街線（一部便が三八城公民館前・青少年ホーム前経由）の経路を全便沼館一丁目経由に変更[注釈 10]。
- 1997年9月1日 - 
  - 八戸市立市民病院の移転に伴い、新井田～田向を経由する一部の便が市民病院に乗り入れ開始。
  - （新設）市民病院線（中心街（三日町/朔日町）～館花下～市民センター前～類家南団地～市民病院）
- 1998年3月20日 - 
  - （新設）市内循環線[11]
  - （変更）新井田～田向を経由する全便、及び、上柳町循環線が市民病院に乗り入れ。
  - （変更）旭ヶ丘営業所発着～東十日市経由の是川団地線の一部便の経路を変更し（松ヶ崎（当時は芽生保育園前）経由）、市民病院に乗り入れ。
  - （廃止）市民病院線（中心街（三日町/朔日町）～館花下～市民センター前～類家南団地～市民病院）
  - （新設）市民病院線（鮫小学校通～上柳町～大町二丁目～青葉二丁目～上明戸～類家南団地～市民病院・鮫小学校通～労災病院前～東霊園～旭ヶ丘団地～市民病院）
- 1998年12月 - 八戸市営バス・南部バス・十和田観光電鉄の3事業者との回数券相互乗車制度を開始[12][13]。
- 1998年 - 元淡路交通の中古車両を導入する（いすゞ・U-LV324M）。路線車では初めての中古車両導入となる。以後、東京都交通局、国際興業、高槻市交通部、京浜急行バス、川崎市交通局からも中古車を導入する。
- 1999年4月1日 - 
  - 八戸市営バスが運行していた階上線（中心街（三日町/朔日町）～旭ヶ丘営業所～階上駅・大蛇間、階上分署前～階上駅・大蛇間）を南部バスへ移管[14]。
  - みなと楽市（ウォッサン）への乗り入れを廃止[15]。
- 2000年 - 初めて車いすスロープ付き中型ワンステップバスを導入する。（いすゞ・エルガミオ）
- 2000年4月1日 - 
  - （廃止）舟見町線（旧日東線）[16]
    - 高森・第二桜ケ丘・旭ヶ丘営業所～吹上～中心街～郵便局前～舟見町
    - 旭ヶ丘営業所・鮫小学校通～上柳町～大町二丁目～舟見町（循環）～沼館一丁目～本八戸駅～三日町（～吹上～旭ヶ丘営業所））

  - （廃止）種差線（旭ヶ丘営業所～出口平～第二桜ケ丘～高森～少年自然の家～種差（循環）～白浜～砂森～上柳町）[16]
  - （廃止）馬淵大橋線（中心街～西売市～下長（循環）～馬淵大橋～郵便局前～ラピア～市民センター前～四本松～旭ヶ丘営業所）[16]
  - （区間廃止）北バイパス経由多賀台団地線[16]
  - （区間廃止）町畑線（はまなす学園（旧：行人塚）～金吹沢通～美保野通～大山～のぞみ園通～高森間）[16]
  - （区間廃止）新工場街線（火力発電所前経由～石油基地発着）[16]
  - 河原木団地線（八太郎まわり、(現在の日計線)）の経路を図書館前経由から新荒町経由に変更[16]。これにより以降の八太郎方面系統は全て新荒町経由となる[注釈 11]。
- 2001年 - モノコック車（いすゞ・CLM470）の廃車により、全車スケルトンボディになる。
- 2002年 - 
  - 南部バスと共同で新幹線シャトルバスの運行を開始。
  - 音声合成装置（ネプチューン<現：レゾナント・システムズ>製）の導入。
  - 美保野線の一部便を短大前から八戸大学前（現：八戸学院大学前）まで延長[17]。
  - 学校における週休二日制の実施で4月1日以降の時刻表は平日から土曜日を分割し平日、土曜日、日曜・祝日の3種類に変更[17]。
- 2003年4月1日 - 
  - （系統新設）八戸駅線（司法センター前～田面木～日赤病院経由）、是川団地線縄文学習館前発着便（旭ヶ丘営業所～市民病院～石手洗団地～東十日市～是川団地～支所前～縄文学習館前）
  - 車いすスロープ付き中型ワンステップバスを増備する。（日野・KK-RJ1JJHK改、1972年の路線車車種統一以後、初めての他社製車導入）
  - 八戸市営バス事業検討委員会設置。
  - 観光貸切事業廃止。
  - 種差海岸遊覧バス「ワンコインバス・うみねこ号」運行開始（うみねこマラソン開催日は運休）。1983年11月のダイヤ改正で区間廃止となった小舟渡～妻ノ神間が復活した形となる。
- 2004年4月1日 - 
  - 新幹線シャトルバス廃止。
  - （新設）金浜小学校～白浜～砂森～光星高校前～四本松～新井田西二丁目～市民病院、2002年に開通した新井田風の道トンネルを経由する初の路線となる。
  - 施設の名称変更に伴い、はちのへハイツ前停留所をシーガルビューホテル前に名称変更。
  - 日曜朝市循環バス「ワンコインバス・いさば号」運行開始（うみねこマラソン開催日は運休）。
  - 朝市への利便性向上のため、鮫・根城浄水場通・卸センター線の白銀経由の日曜早朝の便を館鼻漁港経由とする。
  - 行先表示幕のLED化が開始、経年車（いすゞ・P-LV314K及びP-LR312Jの一部）を除いて順次LED方向幕に交換。
  - 非冷房車（いすゞ・K-CJM470富士5Eボディ）の廃車により、保有車両の完全冷房化達成。
- 2005年4月1日
  - （移管）是川団地線（中居林・支所経由・上二ッ家・笹子経由循環）、高専線（一日市発着）、新工場街線（大平洋金属発着）、八戸駅線（西売市・内舟渡経由）を南部バスへ移管。
  - （廃止）卸センター線の西売市・内舟渡経由便、白銀まわり鮫線の陸奥湊駅前経由便を廃止。
  - 一部車両を南部バスへ譲渡（いすゞ・P-LV314K・P-LR312J）。
- 2005年5月 - 市内循環線のバス到着予測情報提供開始（新型バスロケーションシステム導入準備のため、2008年9月30日終了）。
- 2006年4月1日 - 
  - （移管）大橋循環線・日計線（蓮沼陸橋前～フェリー埠頭間、及び、精錬所前～シルバー病院間）[注釈 12]を南部バスへ移管。
  - （変更）日計線（八太郎経由）のシルバー病院発着便を小田～八太郎経由に経路変更し、新日計線となったことでシルバー病院の行先番号を59に変更。
  - （変更）西売市経由多賀台団地線を河原木団地経由に経路変更することで、河原木団地線西売市経由を廃止。
  - （変更）河原木団地線（八太郎経由）の終点を河原木団地南口に変更し新日計線の一部として運行、西売市経由との循環便を廃止。
- 2007年3月 - 車いすスロープ付き大型ワンステップバス（いすゞ・エルガ）2台を導入。大型の新製車の投入は11年ぶり。
- 2007年4月 - 通勤定期乗車券に青森県内の路線バス事業者としては初となるエコ定期機能を導入。
- 2007年11月14日 - 
  - 田向土地区画整理事業により、道路変更などの関係で向陵高校前経由の便はラピア・大町二丁目方面を除いて全便経路変更を実施[18]。
    - 中心街～吹上～市民病院の路線は新設停留所の間ノ田と移設の田向を経由、市民病院～是川団地は松ヶ崎停留所を市民病院付近に移設した経路に変更。
- 2008年1月 - 新型サーマル印字式整理券発行機（レシップ製）を導入し、旧来型機種を順次置き換え。
- 2008年4月 - 
  - 八戸駅線を南部バスとの共同運行化（内舟渡経由を除く）。
  - 労災病院通乗り入れ路線（鮫線・岬台団地線等）を均等ダイヤ化。
  - 多賀台団地線・日計線の経路を再編。美保野線の全便が八戸学院大学前に乗り入れ、一部便が工業大学経由となる。
  - 「ガス会社前」バス停を廃止。
  - 休校日ダイヤ設定を撤廃。
  - 方向幕車全廃により、全車LED表示化が完了。
- 2009年3月 - バス運行総合管理システムの老朽化に伴う更新と共に、新型バスロケーションシステム「はちのへ市営バス運行情報」の本運用を開始。
  - 地図『バスマップはちのへ』が発行される[19]
- 2009年4月1日 - 上柳町循環線・ハイテクパーク線・多賀台団地線（市川中学校経由便）の一部経路を見直す。
  - 昨年度まで往復100便以上あった是川団地線を大幅に80便程度に減便。南部バスとの中居林方面の運行を見直し、均等ダイヤ化。
- 2009年12月1日 - 大学生・短大生向け企画乗車券：2種類（「ワンデー☆キャンパス」・「キャンパス☆フォー」）を限定販売（後述）。
- 2010年4月1日 - 
  - 八戸市地域公共交通会議による「市地域公共交通連携計画」の策定に基づき、中心街乗り入れ路線にて「方面別ナンバリング記号」を導入（南部バス・十和田観光電鉄でも同時に導入）。[20]
  - 三日町を中心とする中心街発着地5カ所の停留所名称を「八戸中心街ターミナル」に改称・統一。[20]
  - 中心街 - 八太郎間を南部バスとの共同運行（該当区間の定期券の共通化）及び均等ダイヤ化。
  - 日計線・市内循環線の2路線の運行経路を一部変更。
  - 日計線（河原木団地南口発着系統）を南部バスに移管（2019年4月1日ダイヤ改正で市営バスに再移管）。
  - 市内循環線に中型ノンステップバスを導入（いすゞ・エルガミオ）。初めてのノンステップバス導入となる。
- 2011年4月1日 - 
  - 多賀台団地線の一部経路を変更（「陸奥市川駅前」全便経由化）
  - 平庭線の郊外側発着地を全便「金吹沢」に変更。など
- 2011年5月31日 - 同日最終便をもって「神明宮前」バス停留所（南部バス・十和田観光電鉄と共用）を、民家や店舗及び駐車場の出入に支障となり近隣住民からの撤去要請に応じる形で廃止（これに伴い、岬台団地発「神明宮前行」を翌6月1日付けで『中心街（朔日町）行き』に変更）[21][22]。
- 2011年10月1日 - 市営・南部・十鉄の3事業者と共同で、八戸圏域定住自立圏路線バス上限運賃化実証実験（初乗り：150円～、上限300円(市内区間のみを利用する場合)。市内循環線：150円均一）を2年間の予定で実施[23][24][25][26]。
- 2012年4月1日 - 大杉平営業所を旭ヶ丘営業所に統合し、同日より大杉平バスセンターに名称変更。（詳細は後述）。

　　　　　　　　　- 南高校（現：高等支援学校）線の区間便（鮫小学校通（神社前）～南高校前）を廃止。
- 2012年7月9日 - イオン八戸田向ショッピングセンターの開店に伴い、田向・市民病院経由の一部の便が乗り入れを開始。また、このことに伴い、上柳町循環線、是川団地線、鮫線の市民病院経由の便の運行経路を変更[27]。
- 2013年4月1日 - 
  - （新設）市内循環線（左回り）[注釈 13]
  - 八戸ニュータウン線と高専線を統合、中心街と八戸ニュータウン間が循環線化。
  - 旭ヶ丘線・高専線（上柳町～セメント前経由）の運行経路を一部変更し新井田畑中経由としたのに伴い、対泉院前停留所を廃止。
- 2014年4月1日 - 青森県立八戸南高等学校の閉校に伴い、南高校前停留所を旧南高校前に変更。
- 2014年 - 新型運賃箱（小田原機器製）を順次導入。整理券に印刷されたバーコードを読み取り、投入された運賃と照合する方式。これに伴い、整理券とセット回数券の車内販売は、運転者から直接購入する方式に変更。
- 2015年4月1日 - 八戸市立図書館への利便性向上のため、朝夕を除き、卸センター線の運行経路を図書館前経由に変更する（十六日町～常泉下～図書館前～根城大橋経由）。1996年3月のダイヤ改正で同ルートを経由する旭ヶ丘営業所発西高校行が廃止されて以後、運行のなかった鳥屋部町の運行が復活した形となる。
- 2016年4月1日 - 市民病院への利便性向上のため、妙線の運行経路を一部変更（吹上～田向～市民病院経由から吹上～中居林～市民病院経由に）。
  - 市内循環線用車両として、東京都交通局より大型ノンステップバスを譲受け（いすゞ・KL-LV834L1、フルフラット・ノンステップバス）。初めての大型ノンステップバス・AT車となる。
  - 青森県内の一般乗合バス事業者として初めて車内にデジタルサイネージ広告を導入した[28]。
- 2017年4月1日 - 青森県立八戸南高等学校跡地に青森県立八戸高等支援学校が開校したことに伴い、旧南高校前停留所を高等支援学校前に名称変更。
- 2017年
  - 中型ロングノンステップバスを東京都交通局より譲受け。中型ロング車の導入は初めて（日野・レインボーHR）。
- 2018年
  - 大型ノンステップバスを新規購入（三菱ふそう・2KG-MP系、標準的なホイールベース間ノンステップ）。1972年の車種統一以来、46年ぶりのいすゞ以外の大型車導入。
  - 一部車両で運賃表を従来のデジタル式運賃器に変わり、新たに液晶運賃表示器を導入[28]。
- 2019年4月1日 -
  - 八戸圏域地域公共交通再編実施計画の策定に基づき1次再編を実施[29][30]。
    - 新大橋工事に伴い 八太郎系統の多賀台団地線、日計線の運行経路を一部変更する[31]。
      - 2010年に南部バスに移管した日計線（河原木団地南口発着系統）[注釈 14]が市営バスの路線として運行を再開する。
      - 2010年から実施された八太郎幹線軸の市営バスと南部バスの共同運行を終了する。

    - 八戸駅線の経由地別で運行事業者を統一し、根城大橋を経由するものはこれまで通り市営バス、田面木を経由する八戸駅・日赤病院～中心街便は市営バスでの運行を止め、南部バスのみとなる[注釈 15]。
- 2020年4月1日 -
  - 運転手不足による事業の最適化を図り、鮫線（上柳町経由）で減便の実施[注釈 16]。
  - 平庭線の郊外発着地点を全便「平庭」に変更し平庭～金吹沢間を廃止。
  - 八戸圏域地域公共交通再編実施計画の策定に基づき2次再編を実施[32]。
    - 地域間幹線路線である南部バス階上線に集約するため、八戸市営バスでは妙線を廃止（停留所は古戸口～松平病院前区間）。
- 2021年4月1日 -
  - 一部時間の多賀台団地線（西売市経由）の運行経路を一部変更。岩手県北自動車南部支社（南部バス）の五戸～八戸線（高館経由）の廃止に伴い、八戸市営バスに轟木・和野バス停を新設する。
  - 旭ヶ丘線（上柳町循環）の循環運転を中止し、旭ヶ丘営業所～東運動公園～湊高台五丁目～光星高校前～上柳町～セメント前～新井田西二丁目～市民病院間の往復運転となる。
- 2022年2月26日 - 地域連携ICカード「ハチカ」[33]を導入。これにより、八戸圏域内の路線バス（十和田観光電鉄除く[注釈 17]）と、南部バス（岩手県北自動車南部支社）の親会社である岩手県北バスの岩手県エリア（iGUCAエリア）でも、事業者間連携によりICカードで乗車が可能になる[35][36]。これにより、従来の紙の回数券[注釈 18]と定期券[注釈 19]の販売が導入前日の2月25日、利用が2023年3月31日[注釈 20]までに順次終了する[37][38]。
- 2024年5月21日 - 八戸圏域路線バスの運賃改定についてを発表。人口減少・賃金水準の適正化・コスト上昇を理由に２０２４年１０月１日より運賃改定を予定。

## 車両
- 青を基調とした車体カラーリングである。
- 1972年以降、新規導入車両をいすゞ自動車車両に限定してきたが、2003年に日野自動車、2018年には三菱ふそうトラック・バスと、他社製車両も導入している。
- 経費削減のために大手事業者からの中古車も導入している[注釈 21]。
- 2000年代までは大型車（ツーステップ、ワンステップ）、大型短尺車（ツーステップ、既に廃車）、中型車（ツーステップ、ワンステップ）が導入され、全体としてツーステップバスが多くを占めてきた。大型車は主としてK尺（全長10m級）の比率が高いが、他事業者から譲渡された中古車には、L尺（全長10.5m級）やM尺（全長10.7m級、既に廃車）も見られる。中型車は、J尺（全長9m級）とF尺（全長8m級）が導入された。1990年代後半以降に製造された低床車では、メーカー側のラインナップ見直しが進んでバリエーションが減少したこともあり、大型車では全長10.2～10.5m級、中型車では9m級に収斂する傾向にある。2010年度以降、車両の体質改善の一環として、ワンステップバス、ノンステップバスの新規投入も行われている[39]。2020年現在、大型、中型及び中型ロングのノンステップ車も在籍している。2016年度は中型車13台(新車)と大型車4台(中古)、2017年度は中型車10台(新車)と大型車5台(中古)、2018年度は大型車14台(新車9台、中古5台)、2019年度は大型車15台(新車9台、中古6台)のノンステップ車両を導入した。
- 1970年代に路線バスのワンマン化が進んでからは、前中扉で中扉直後に側面小型方向幕を設置した車両が標準形式となった。1982年～1985年に導入された大型路線車（いすゞ・CLM470・いすゞ・P-LV314K）では、前面方向幕が大型化されるとともに、前後扉で後扉直前に側面大型方向幕を設置するスタイルに移行したが、その後の新規導入車両では前中扉に戻り、中扉直後に側面大型方向幕を設置している。他事業者からの中古車はこの限りではない。
- 車両の側面にナンバープレートと同じ車番を挿入（ただし「八戸200」代の一部車両では「八戸22」代の車号のものとの重複を避けるため、所定の車号に+2000を足した「2000番台」としている）。

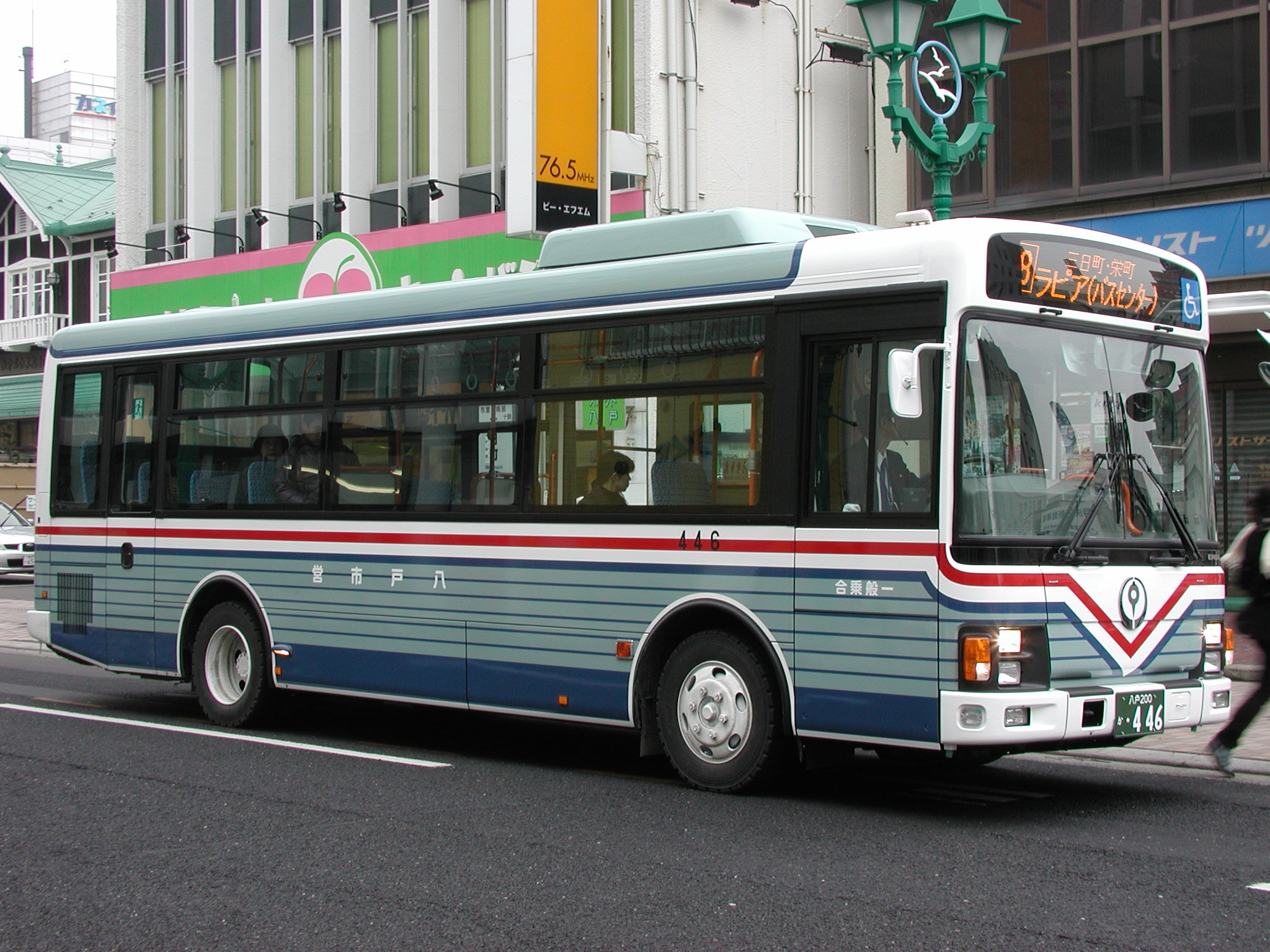
LED式行先表示器取付車。いすゞ・エルガ・PJ-LV234L1。
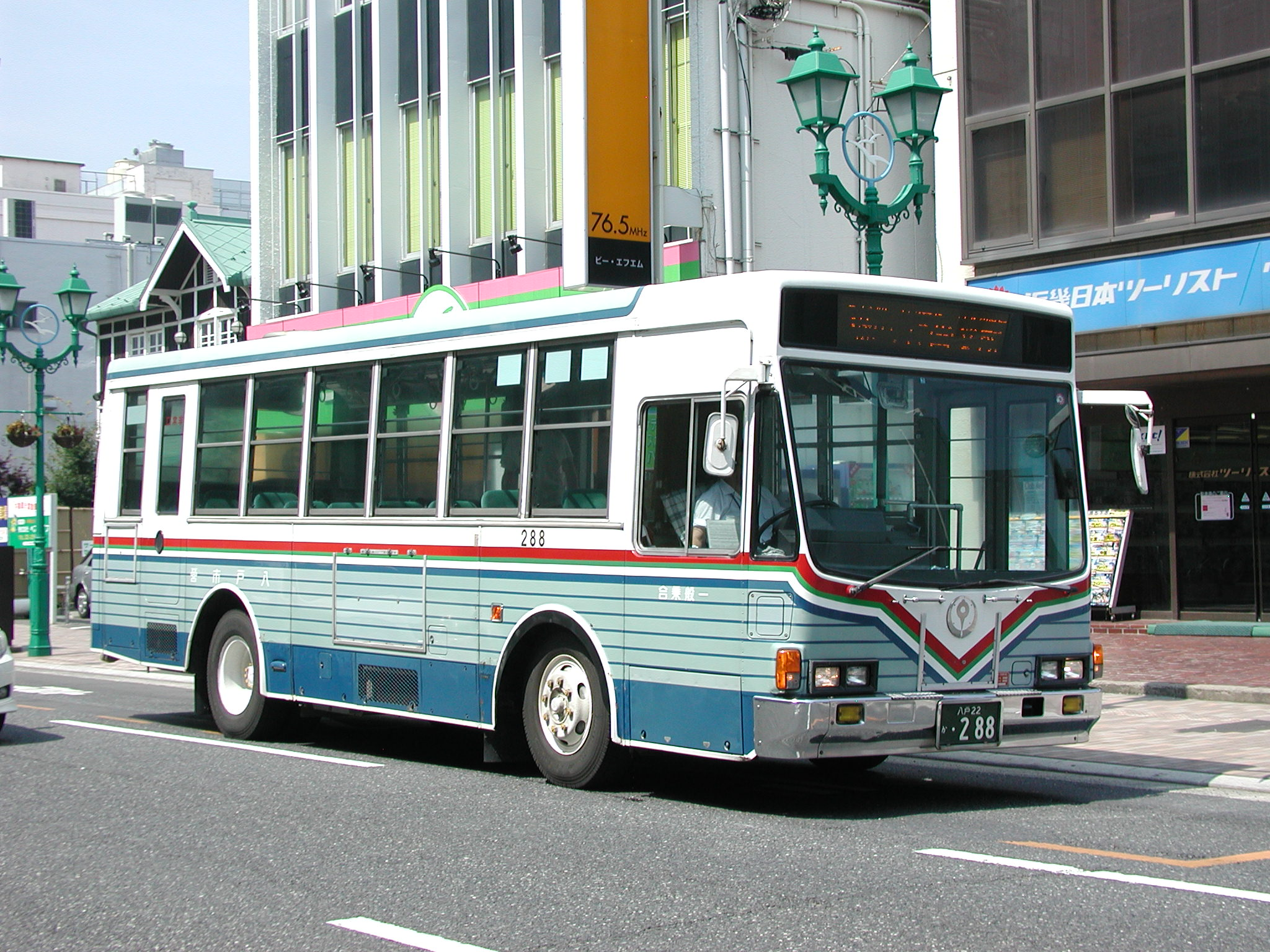
緑帯付加塗色の大型短尺車（行先表示LED式交換済・既に廃車)。いすゞ・キュービックLT・P-LT312J。 1980年代末期から1990年代初期にかけて自主発注された中型車と大型短尺車は、赤帯の下に緑帯を加えた塗色である。
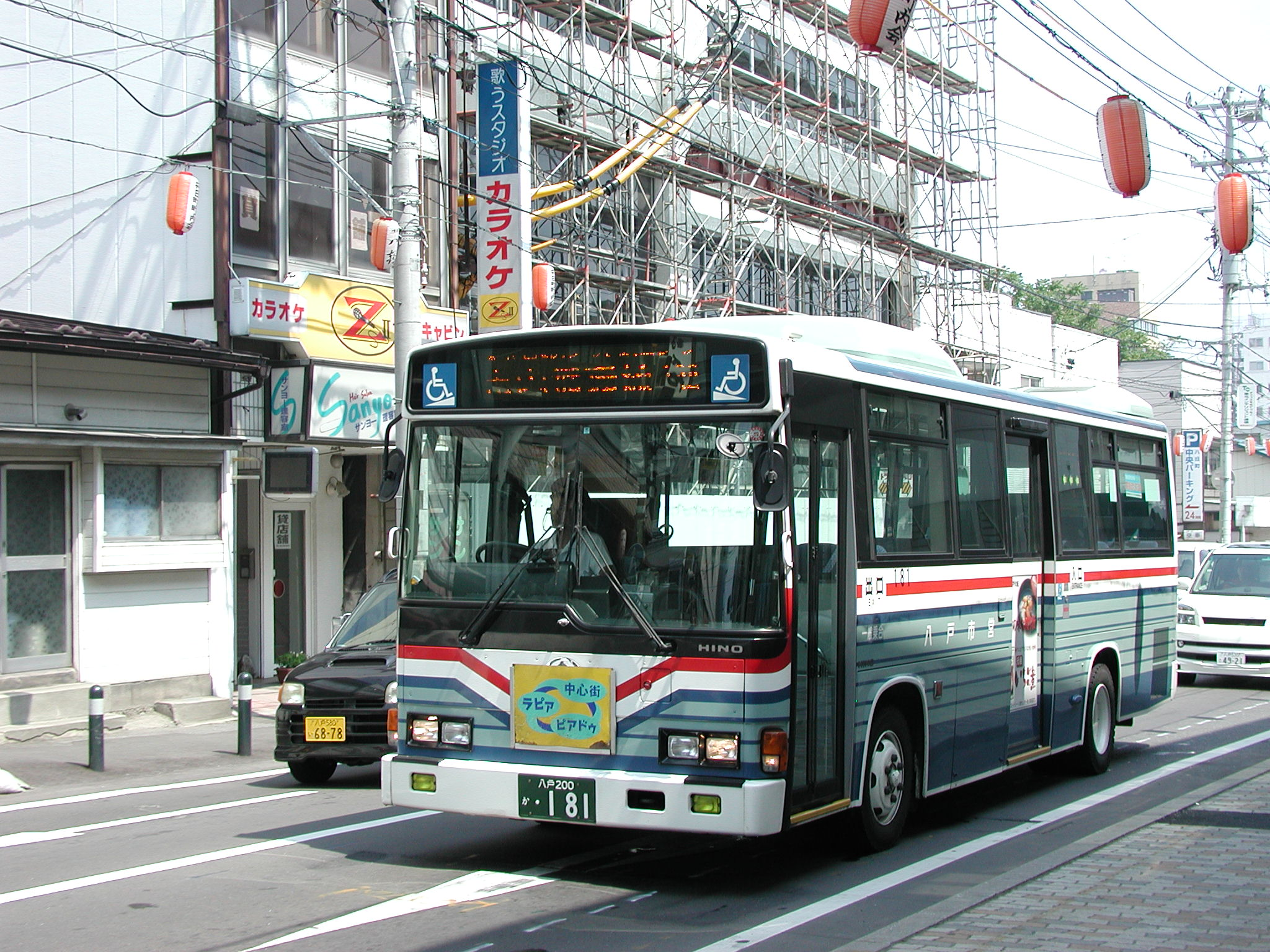
八戸市営バスとしては数少ない日野車。日野・レインボーRJ・KK-RJ1JJHK。
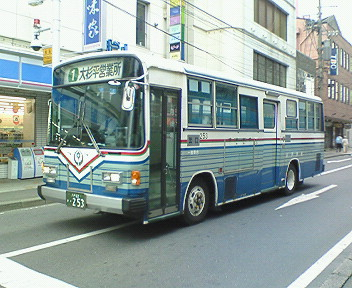
従来の方向幕取付車（既に廃車）。いすゞ・ジャーニーK・P-LR312J。
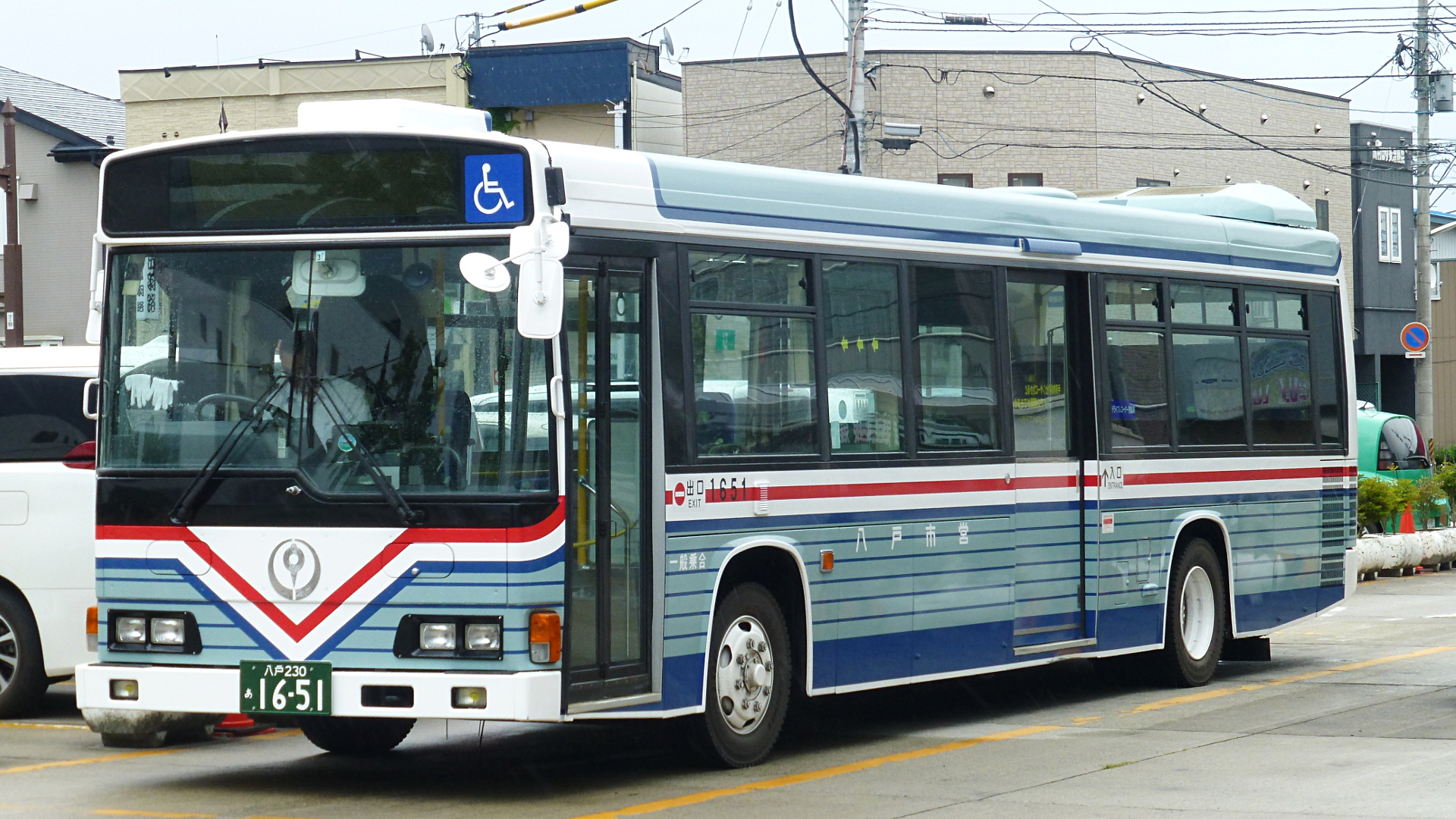
都営バスから日野レインボー（長尺）の中古車。日野・レインボーHR・KL-HR1JNEE。

- 後乗り前降り、運賃後払いの整理券方式

（均一運賃の市内循環線（170円）・100円バスも後乗り前降り後払いだが、整理券は発行されない）。
- GW期間中は本八戸駅・三日町～こどもの国を臨時運行（なお、2006年度以降は運行されていない）。
- お盆期間中は中心街ターミナル・鮫～東霊園を臨時運行。

## 運行路線
路線の詳細については旭ヶ丘営業所および大杉平バスセンターの記事を参照のこと。

### 行先番号一覧
現在表示されている行先番号
- [F1][1].大杉平バスセンター【2012年3月31日までは大杉平営業所】
- [A3][3].旭ヶ丘営業所（光星高校前経由 / 東十日市経由 / 館花下経由 / 美保野口・出口平経由）
- [F4][4].上二ツ家
- [C5].中心街（三日町/八日町/朔日町）
- [6].上柳町→上柳町循環線
- [P8][8].ラピア（バスセンター）
- [M10].鮫（白銀経由）※方向幕がLED化される前までは、種差～白浜～砂森経由の鮫行も10番だった。
- [M12][12].高等支援学校
- [13].旧シーガルビューホテル
- [14].法師浜（種差）
- [M15].金浜小学校
- [M20][20].鮫（山手経由）
- [M24][24].岬台団地 ※前述の沿革記載の通り白銀台団地線としての運行当時は[24 白銀台団地]で表記[40]。
- [Y26].平庭団地　【2011年3月までは[Y25]平庭団地、2020年4月からは同年廃止の金吹沢に代わって26番を継承】
- [A27][27].短大前（美保野） → 八戸学院大学
- [S30][M30][30].旭ヶ丘営業所（吹上・市民病院・旭ヶ丘団地経由 / 上柳町・セメント前経由）
- [S31].桜ヶ丘【旭ヶ丘営業所終点】
- [S32][32].第二桜ヶ丘
- [33].東霊園【お盆期間中臨時運行】
- [A34][S34][34].工業大学
- [35].市民病院
- [J40][40].是川団地
- [P50].本八戸駅
- [P51].舟見町（ラピア）
- [H55].河原木団地（南口）【2010年4月から南部バスに移管されたが、2019年4月からは再度市営バスで運行】[注釈 22]
- [H58].多賀台団地（八太郎経由）
- [H59].シルバークリニック【2010年3月まではシルバー病院】（日計線<新>：八太郎～小田経由）
- [N60][60].八戸駅【2019年3月までは田面木経由の[T60]も運行されていた】
- [N61].中央市場（八食センター）
- [N63].西高校（八戸駅）
- [K67].ハイテクパーク
- [K68].多賀台団地（西売市経由)
- [T71].聖ウルスラ学院（循環）[注釈 23]
- [W75][75].八戸ニュータウン（循環）
- 市内循環線

現在使用されていない行先番号
中止
- 46.こどもの国【GW期間中臨時運行/現在休止中】

廃止
- C2.神明宮前
- 2.新荒町
- 3.旭ヶ丘団地（光星高校経由 / 館花下経由）
- 5.諏訪
- 5.千葉高校通
- 5.市庁前
- 7.栄町
- 11.南横町
- 12.白浜
- 13.種差（循環線・旭ヶ丘営業所～出口平～高森～少年自然の家～種差～白浜～砂森～上柳町）
- 14.遙望石
- 15.大久喜
- 16.階上灯台前
- 19.水産会館
- 21.光星高校
- 22.白銀陸橋
- 23.旭ヶ丘営業所（上柳町・北高校通・桜ヶ丘経由）
- Y25.平庭団地[注釈 24]
- Y26.金吹沢[注釈 24]
- 30.旭ヶ丘団地（吹上経由 / 上柳町・セメント前経由）
- 33.高森
- S36.旭ヶ丘営業所（吹上・中居林・市民病院・妙経由）【2015年3月までは[S30]】[注釈 25]
- 41.商業高校
- 43.是川（中居林・東十日市経由）【40へ統合】
- 45.縄文学習館
- 51.日東（舟見町）【1999年ダイヤ改正で日東前が下水道部前に名称変更された後は 51.舟見町】
- 54.石油基地
- 56.日計住宅（八太郎経由）【再編に伴い廃止】
- 57.三菱製紙前
- 59.馬淵大橋（循環・旭ヶ丘営業所～館花下～郵便局前～馬淵大橋～下長～西売市～中心街～吹揚～旭ヶ丘団地～旭ヶ丘営業所）
- 61.卸センター
- 64.陸奥市川駅[注釈 26]
- 65.河原木団地（西売市経由）[注釈 22]
- 66.日計住宅（西売市経由）
- 67.桔梗野工業団地
- 69.下長（循環・六日町～西売市～下長～馬淵大橋～郵便局前～ラピア～市民センター前～四本松～旭ヶ丘営業所)
- 70.根城浄水場通[注釈 27]
- 75.流通センター

南部バスへ移管された路線
- 16.階上駅【現在は路線の再編を実施したため、番号は引き継がれていない】
- 16.大蛇【上記と同じ】
- 18.階上分署前【上記と同じ】
- 42.是川団地（中居林・支所前経由）
- 52.八戸城北病院（八太郎経由）【その後、路線の再編・統廃合を実施した、現在は廃止】
- 53.大平洋金属【現在は廃止】
- 56.シルバー病院（八太郎経由）【現在は廃止】[注釈 28]
- 57.フェリー埠頭【現在はシルバーフェリーシャトルバスとして運行】
- 60.八戸駅（西売市・内舟渡経由）【その後、他路線と統合で廃止】
- T60.八戸駅（日赤病院）【南部バスとの共同運行路線で、市営バスの田面木経由八戸駅線は運行を取りやめて南部バスの単独路線として運行】
- 62.八戸城北病院（西売市経由）【路線の再編を実施したため、番号は引き継がれていない、現在は廃止】
- 72.一日市
- 寺下観音【寺下観音例大祭開催時のみ臨時運行】

## 路線ナンバリング制度

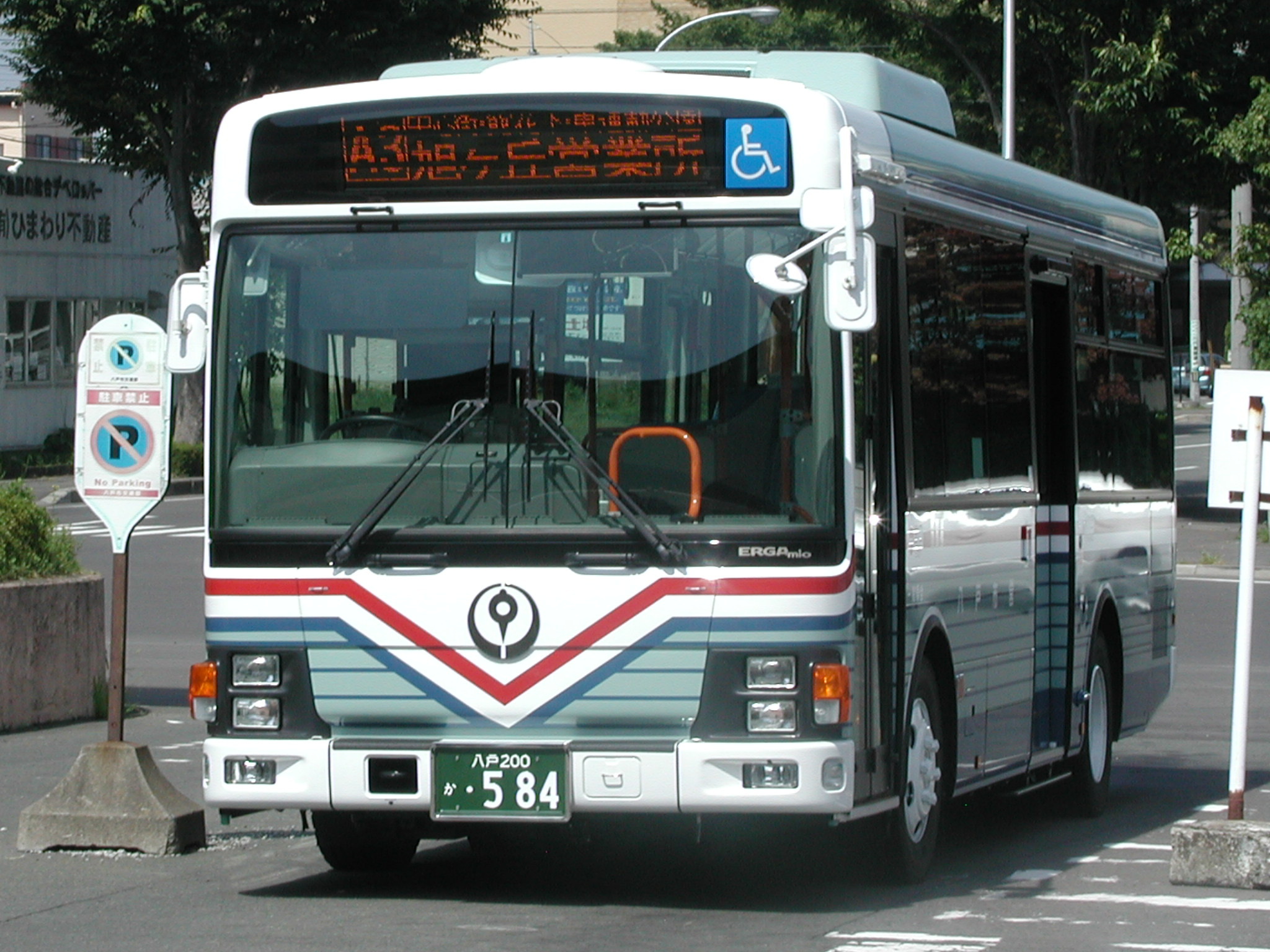
市営バスのLED表示器における路線ナンバリング表示例

2009年3月に八戸市が策定した「八戸市地域公共交通総合連携計画」を元に、中心街を起点としてどの方面に向かうバスであるかが一目でわかるように、行先方向幕による表示等に対しての「路線ナンバリング」制度を、3事業者(八戸市営バス・南部バス・十和田観光電鉄[十鉄バス])同時に2010年4月1日のダイヤ改正時より導入することになった。
これに先立ち2009年秋ごろに主に転入者などの一般向けに提供された「平成21年度版バスマップはちのへ」にて、2009年4月1日時点の運行路線で路線ナンバリングが割り当てられた。
例えば、ナンバリング表示例には以下を表示する。
- [S30]：中心街から市民病院まわり旭ヶ丘営業所行の場合、行先番号である[30]番の頭に市民病院方面を示す[S]を併記して表示する。

なお、郊外方面から中心街を終点とするバスでは[C]（Center）と表示する。
このうち市営バスでは、以下を使用する。
- □[C] - 中心街ターミナル行
- ■[K] - 桔梗野方面
- ■[H] - 八太郎方面
- ■[S] - 市民病院方面
- ■[P] - ピアドゥ・ラピア方面
- ■[N] - 根城大橋方面
- ■[F] - 二ッ家方面
- ■[A] - 旭ヶ丘・工業大学方面
- ■[M] - 湊・岬台• 鮫方面
- ■[T] - 田面木方面
- ■[W] - 水道企業団・ニュータウン方面
- ■[J] - 縄文・是川方面
- ■[Y] - 柳橋・平庭方面[注釈 29]

なお、中心街に乗り入れない路線・系統については、従来通り行先番号のみの表示となる。
また、色分けについては市営バスの行先表示機器がLEDのものを使用しているため停留所や路線図などで使用される。

## 乗車券・回数券の種類

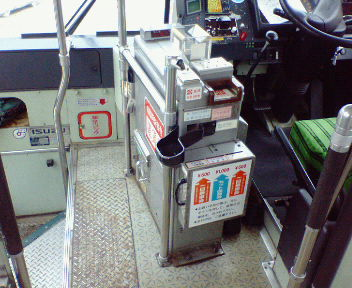
市営バス車内の運賃箱に搭載されている自動券売機では1,000円のセット回数券・一日乗車券（大人券のみ）を販売している（かつては2,000円のセット回数券も売られていた）。※現在は、別の運賃箱に切り替わっているため、運転手より購入する形式。

地域連携ICカードのハチカの導入に伴い一部で販売と使用を終了した。
〇：2022年2月26日以降も販売と使用が可能
△：2022年2月26日以降は、2023年3月31日まで使用可能
×：2022年2月25日で販売と使用終了
乗車券
- 市営バス1日乗車券（大人600円・小人300円）：×
  - 土曜・日曜・祝日・毎月25日に使用可能。
  - 八戸市営バス全路線で使用することが出来る（但し南部バス・十和田観光電鉄では使用出来ない）。
  - 大人券については車内でも販売されている。
  - ハチカ導入後は「IC共通一日乗車券」に移行し、降車時に乗務員に申し出る必要がある[33]。

- 八戸えんじょいカード（大人700円・小人350円、2019年3月31日終了）

回数券
- 普通回数券（90円～320円券）：△[45]
  - 11枚綴り。10枚分の料金で販売。

- セット回数券（1,000円のみ）：△
  - 1,100円分の回数券がセットされていて、車内販売も扱っている。
    - 500円・2,000円のセット回数券もあり。

- お買い物回数券（1,000円）：△
  - 1,300円分の回数券がセットされている。但し、使用出来るのは10時～16時30分の間に降車する場合に限る。

- 通学回数券（90円～320円券）：△[45]
  - 13枚綴り。10枚分の料金で販売。
  - 通学者専用。

- 各回数券は南部バス、十和田観光電鉄と相互利用出来る。但し、「ワンコインバス・うみねこ号」と「ワンコインバス・いさば号」は使用出来ない。

企画乗車券　
- こども探検エコパスポート（小学生のみ、100円）：〇
  - 小学校の児童を対象に夏休み・冬休み・春休みの各期間内に全路線で1日に何度でも乗り降りすることが出来る（但し南部バス・十和田観光電鉄では使用出来ない）。
  - 販売箇所は#外部リンクの節を参照（車内販売は行わない）。
- J・エコパスポート（中学生のみ、300円）：〇 - 2011年3月15日発売開始[46][47]
  - 「こども探検エコパスポート」の中学生版で、夏休み・冬休み・春休みの各期間内に全路線で1日に何度でも乗り降りすることが出来る（ただし南部バス・十和田観光電鉄では使用できない）。

- 親子DE探検エコパスポート（小学生1人+保護者1人に有効、600円）：〇 - 2011年3月15日発売開始[46][47]
  - 「こども探検エコパスポート」の親子版で、1枚の券片に小学生1人と保護者1人の親子において有効とし、夏休み・冬休み・春休みの各期間内に全路線で1日に何度でも乗り降りすることが出来る（ただし南部バス・十和田観光電鉄では使用出来ない）。

- 大学生・短大生向け企画乗車券：2種類：×（利用可能期間：2009年12月1日～2010年5月31日）[48]
  - 以下の乗車券は八戸市地域公共交通活性化・再生総合事業「企画乗車券企画・商品化プロジェクト」実証実験の一環で、大学生・短大生・大学院生を対象に、八戸市営バスの全線・南部バスの八戸市内（南郷区(「鴨平」以南・「母袋子」以南)を除く）の区間と階上町内の一部区間（工業大学前～「野場中」/「南蒼前」間）にて利用できる。いずれも1枚600円だが、券種によって利用方法が異なる。八戸工業大学・八戸大学・八戸短期大学の各売店(それ以外の市営バス・南部バスの乗車券販売所では発売されない)にて発売される（実証実験につき、いずれも券種も1,000枚限定発売となる）。利用できる時間帯は、平日では降車時間が13:00以降、土曜・日曜・休日では終日にて利用可能。
    - ワンデー☆キャンパス：×
      - 一日乗車券方式でスクラッチ式となっており、希望する利用日の部分をコイン等で削って利用する。実証実験のため最大5枚の整理カードも付属しており、利用ごとに整理カードを1枚ずつ切り離して運賃箱に投入する（整理カードを5回全部使い切っても、6回目以降はそのパスを提示するのみで利用日当日以内なら何度でも利用出来る）。

    - キャンパス☆フォー：×
      - 4枚綴りの回数券方式となっており、利用可能区間内にかかわらず、降車時に1枚ずつ切り離して利用することが出来る。
      - 「キャンパス☆フォー」については2010年12月1日に再び発売を開始し、同日より2011年11月30日までの間を有効期間とする。[49]
      - 2011年12月1日以降も販売されている。

- 「金曜日限定共通フリー乗車券」金パス10（毎週金曜日のみ有効、600円）：×[47][50][51]
  - 市営バスと南部バスが共同で発行し、毎週金曜日で且つ降車時間が10:00(JST)以降に市営バス全線と南部バスの八戸市内（南郷区を含む）エリアにて1日に何回でも利用出来る（利用状況を把握するために、1枚の券に5枚綴りの整理カードが添付されており、5回までは整理カードを1回毎に1枚を運賃箱に投入する。整理カードが使い切る6回目以降は乗車券を提示するだけで引き続き利用可能）。
  - 2011年3月1日に発売を開始し、同年9月30日まで発売・利用期間とする。
  - 市営バス乗車券販売所の他、八戸市内の南部バス乗車券販売所にて発売する（車内販売は行わない）。

この他、八戸市市制施行50周年記念乗車券（1979年）、八戸市交通部創業50周年記念乗車券（1982年）、八戸市市制施行60周年記念乗車券（1989年）は2022年の「ハチカ」導入時点では既に販売と使用を終了しており、八戸市交通部創業80周年記念乗車券（2012年）は2022年2月25日で販売と使用を終了した。その一方で2020年に販売された八戸市営バスと南部バスの共同のプレミアム回数券は2022年2月26日以降も使用可能。

## 関連グッズ
- 「八戸市営バス オリジナルチョロQ」（2002年11月23日発売：直接販売・通信販売共に完売）
- 「走る!八戸市営バス型携帯ストラップ」（2007年9月16日発売）

## はちのへ市営バス運行情報
1981年に全国で初めて導入された「バス運行総合管理システム」が老朽化してきたことから、これに代わる新たなバスロケーションシステム『はちのへ市営バス運行情報』を2009年3月1日に導入した。
これに伴い、市営バス全車両にGPSを搭載し、各車両ごとの走行位置を即時に把握しながら、1便当たりの到着予定時刻を市交通部HPを通じて、パソコン・ウェブ機能付き携帯電話、それに各営業所待合室内に1台ずつ設置された液晶ディスプレイ表示器や、市内10カ所において設置された運行情報表示器などで確認できるようになった。
なお、ダイヤ改正に合わせ毎年4月以降に改正版「時刻表ポケットフレンド」を各営業所の窓口・バス案内所などで無料配布している
配布場所：旭ケ丘営業所、八戸ポータルミュージアム[はっち]・ラピアインフォメーションセンター、八戸駅内はちのへ総合観光プラザ、市庁本館・別館案内、各バスセンター・バスプール、市内の一部コンビニ・個人商店（旧回数券・乗車券販売店）

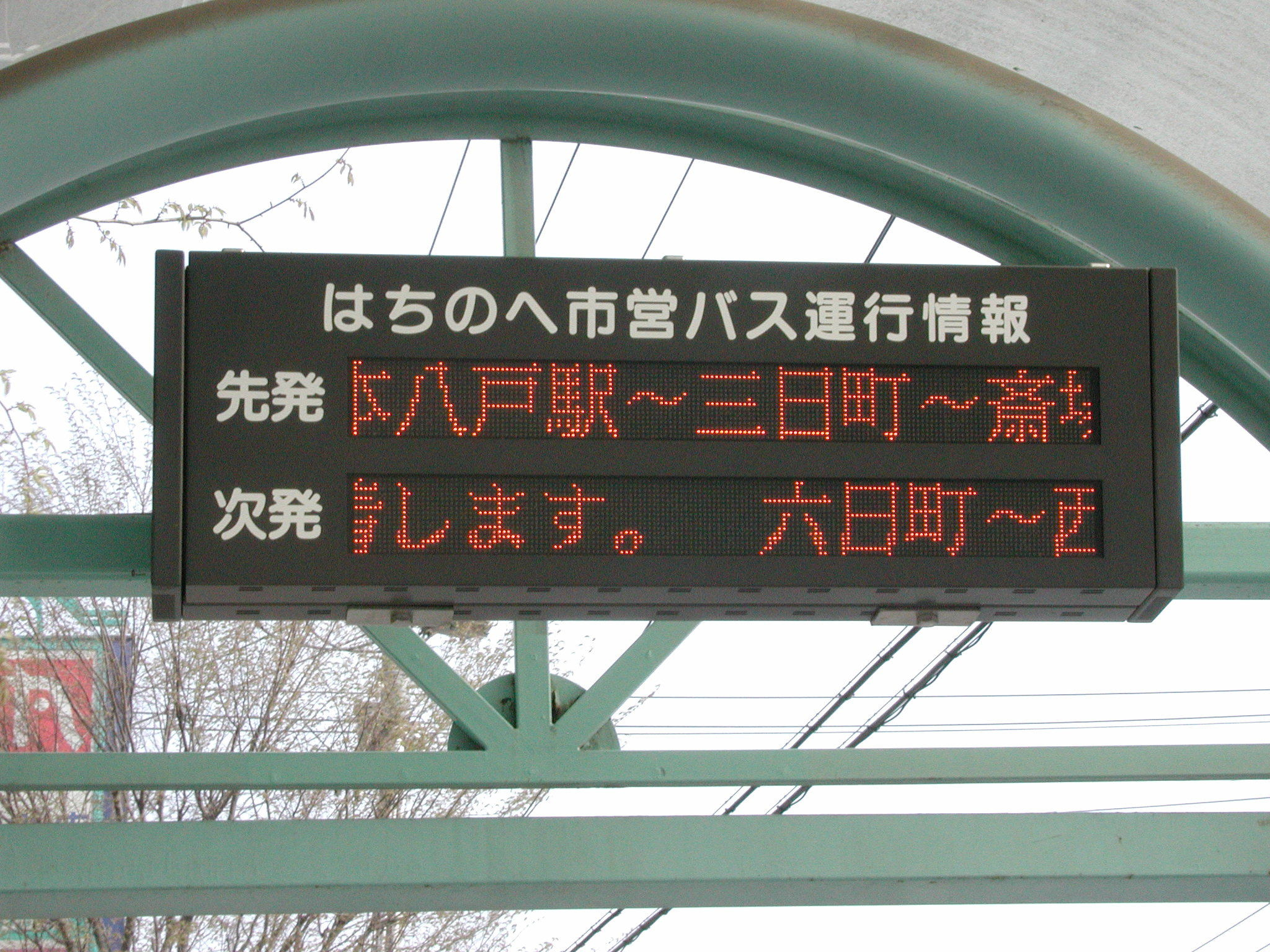
上部取付型2段タイプ（ラピアにて）
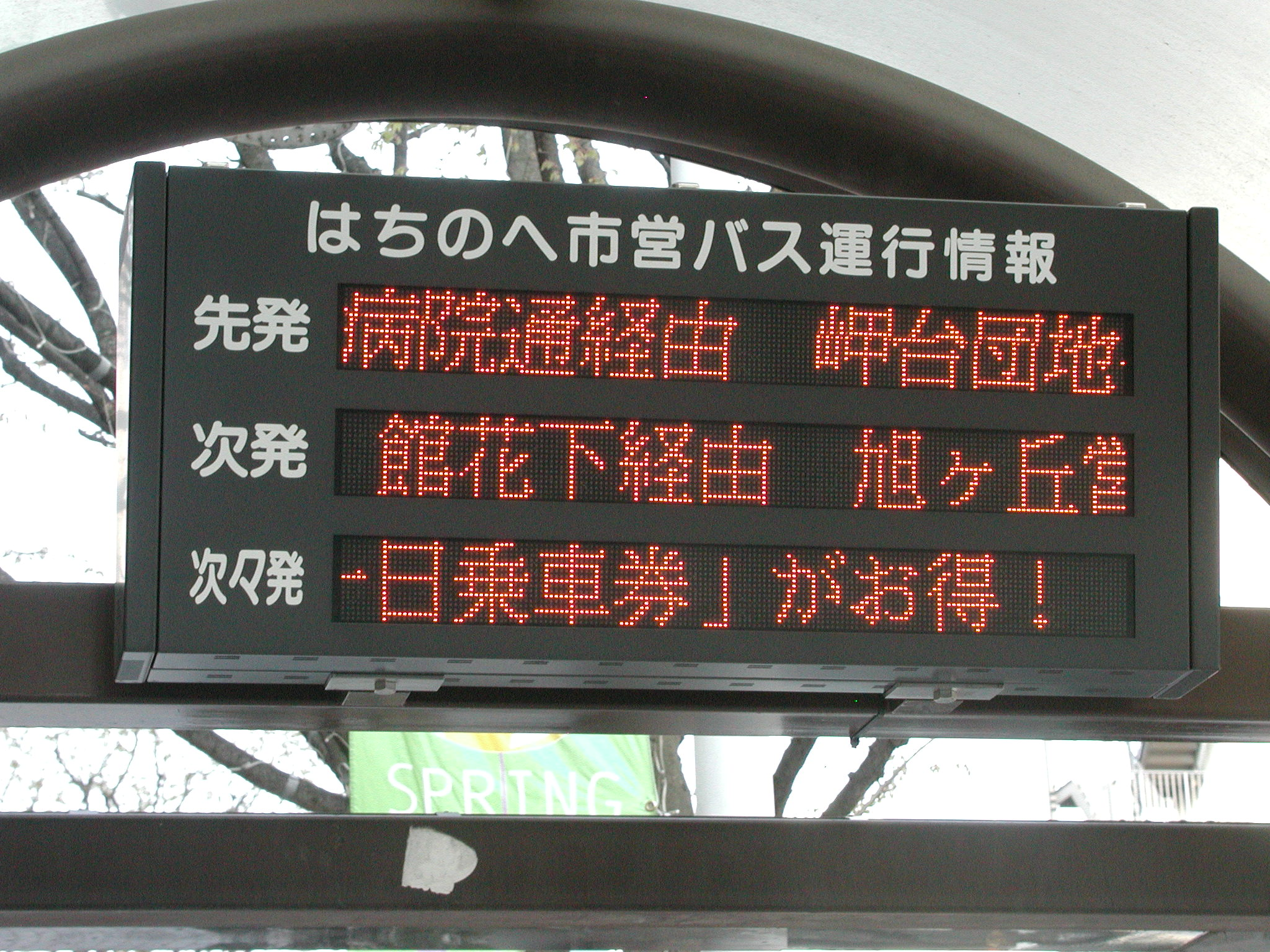
上部取付型3段タイプ（十三日町にて）
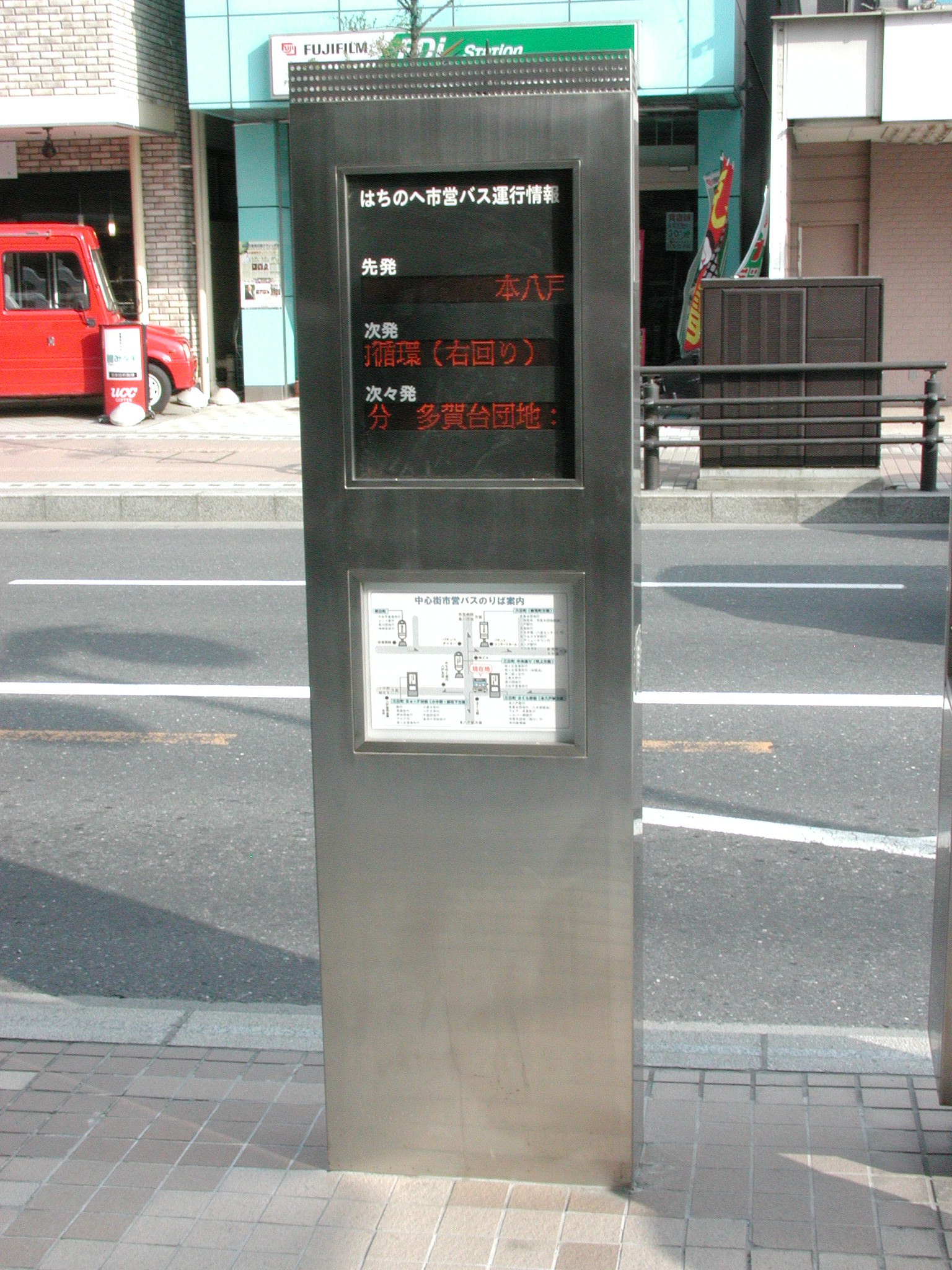
柱縦置き型（三日町(さくら野前)にて）

## 八戸市営バス事業経営健全化計画
2010年2月19日、八戸市が市営バスの事業経営健全化計画案を公表し、2013年度までの4年間の計画期間内にて正職員を大幅に削減すると共に、老朽化が進んでいる大杉平営業所を2011年度末付けで閉鎖・旭ヶ丘営業所に統合することなどを明らかにした。その後、2011年8月19日には統廃合後に関する対応の説明が発表され、2012年3月末付けで大杉平営業所を廃止・解体のうえ、敷地のうち、待合室（乗車券販売所窓口を設けられるが、券種は回数券のみに縮小。このため、通学定期券購入客の多い八戸高校には出張販売を実施する）と車両待機場所を備えたバスプールとして整備され、残りの敷地については売却する方針としている。また、統廃合に伴う路線の再編成を行う方針も明らかにした。
関連資料
- 八戸市交通部による「事業経営健全化計画」資料 (PDF)